# 2017-es londoni terrortámadás (Westminster)
2017. március 22-én Londonban terrortámadás történt, amikor egy iszlamista merénylő terepjáróval a Westminster hídon az emberek közé hajtott, majd halálra szurkált egy rendőrt. A támadásban a merénylővel együtt öt ember halt meg, ötvenen megsebesültek.

## Terrorakció
A terrorcselekményt az 52 éves Khalid Masood követte el. Masood Nagy-Britanniában született, és a közép-angliai West Midlands országrészben élt. A Scotland Yard közlése szerint Masood többször állt bíróság előtt erőszakos bűncselekmények miatt, de terrorizmus vádjával nem vonták felelősségre.
A férfi először a Westminster hídon autójával az emberek közé hajtott, majd nekiment a parlament kerítésének. Ott kiszállt, és a palota kertjében késsel halálra szurkált egy rendőrt. Ekkor a biztonságiak lelőtték. A támadást az eset után egy napon belül az Iszlám Állam vállalta magára.